# De Havilland Canada Dash 7
de Havilland Canada DHC-7, velikokrat tudi Dash 7, štirimotorno STOL turbopropelersko regionalno potniško letalo. Prvič je poletel leta 1975 in je bil v proizvodnji do leta 1988, ko Boeing je prevzel de Havilland Canada in jo potem prodal Bombardierju. 
V 1960ih je bilo podjetje de Havilland Canada poznano po svetu s svojimi visokosposobnimi STOL letali, še posebej z DHC-6 Twin Otter. Vendar so bila letala relativno majhna, na bolj prometnih regionalnih progah so uporabljali večja in bolj sposobna turbopropelerska letala, kot so  Fokker F27, Fairchild F-27, Convair 580 , 600, in Hawker Siddeley HS 748.
de Havilland Canada letala so lahko operirala z majhnim letališč s kratkimi in slabo pripravljenimi stezami. Potem so se v 1970ih pojavile omejitva hrupa, zato so začeli uporabljati propelerje z večjimi premeri in manjši obrati. Večino zvoka turbopropelerskega letala proizvajajo kraki propelerja ki se vrtijo s skoraj zvočno hitrostjo, zato se z zmanjšanjem obratom občutno zmanjša hrupa. Dash 7 je pristal s samo 700 obrati in vzletel z 1210.
DHC-7 je bil v bistvu večja, štirimotorna verzija Twin Otterja. Glavna sestava je ostala enaka z visoko nameščenim krilom z visoko vitkost. Spremembe so bile presurizirana kabina, drugačno pristajalno podvozje, katerih glavna kolesa so se spravila v ohišje dveh notranjih motorjev (2 in 3) in višji T-rep, da je bil rep izven toka propelerjev.

## Tehnične specifikacije
- Posadka: 2
- Kapaciteta: 50 potnikov
- Dolžina: 80 ft 73⁄4 in (24,58 m)
- Razpon kril: 93 ft 0 in (28,35 m)
- Višina: 26 ft 2 in (7,98 m)
- Površina kril: 860 ft² (79,90 m²)
- Vitkost krila: 10:1
- Prazna teža: 27 690 lb (12 560 kg)
- Maks. vzletna teža: 44 000 lb (20 000 kg)
- Motorji: 4 × Pratt & Whitney Canada PT6A-50 turboprop, 1 120 KM (835 kW) vsak

- Maks. hitrost: 231 vozlov (266 mph (428 km/h))
- Dolet: 690 nmi (798 mi;1 284 km)
- Višina leta (servisna): 21 000 ft (6 400 m)
- Hitrost vzpenjanja: 1 120 ft/min (6,2 m/s)